# Beulah (gruppo musicale)
I Beulah sono stati un gruppo indie rock statunitense originario di San Francisco (California) e attivo dal 1996 al 2004.
La band era associata al collettivo Elephant 6.

## Membri
- Miles Kurosky - voce, chitarra
- Bill Swan - tromba, chitarra, voce
- Pat Noel - chitarra, tastiere
- Bill Evans - tastiere (1999–2001)
- Pat Abernathy - tastiere (2001–2004)
- Steve La Follette - basso, voce (1996–2001)
- Eli Crews - basso, voce (2001–2004)
- Steve St. Cin - batteria (1996–2000)
- Danny Sullivan - batteria (2000–2004)

## Discografia
- 1996 - Handsome Western States
- 1999 - When Your Heartstrings Break
- 2001 - The Coast Is Never Clear
- 2003 - Yoko
- 2003 - Demo (demo)